# Croton betaceus
Espèce
Croton betaceus est une espèce de plantes à fleurs du genre Croton et de la famille des Euphorbiaceae, présente au nord est du Brésil.
Il a pour synonymes :
- Croton betaceus var. genuinus Müll.Arg., 1866
- Croton betaceus var. lanceolatus Müll.Arg., 1866
- Croton cearensis Müll.Arg., 1865
- Oxydectes betacea (Baill.) Kuntze